# Natuurpunt
Natuurpunt est une association de protection de la nature active en Flandre et à Bruxelles. Ses activités reposent sur trois piliers : l'éducation à la nature, la gestion de la nature et l'étude de la nature. Natuurpunt gère 500 réserves naturelles d'une superficie de 26 000 hectares. Natuurpunt, avec plus de 123 000 membres (en 2020), est la plus grande association flamande pour la nature. Son homologue francophone à Bruxelles et en Wallonie est Natagora. 

## Histoire
Natuurpunt a été créée en 2001 par la fusion de De Wielewaal (fondée en 1933 par E.H. Frans Segers) et de Natuurreservaten. Ces dernières étaient issues des Réserves naturelles et ornithologiques de Belgique (RNB), fondées en 1951 sous le nom de Réserves ornithologiques de Belgique.
En 2014, l'association a eu des dépenses de plus de 37 millions d'euros. 81 % de ces dépenses ont été consacrées à l'acquisition et à la gestion de réserves naturelles. En 2016, Natuurpunt comptait 2 639 km de sentiers pédestres, 22 957 hectares de réserves naturelles, 7 000 hectares de forêts, 12 centres d'accueil, qui servent de base pour découvrir la nature, 3. 177 activités organisées dans la nature par les départements, les groupes de travail et les organisations faîtières régionales, 18 511 participants à la gestion éducative de la nature, 4 680 hectares de nature en gestion avec les agriculteurs, 9 projets LIFE+ en cours, 102 324 membres, 458 membres du personnel en service, 8 900 heures de formation et cours par Natuurpunt CVN.
Natuurpunt reçoit régulièrement l'attention des médias. Par exemple, l'association a été discréditée en 2017 car elle s'est avérée être le plus grand déboiseur net de Flandre. Selon le ministre flamand de l'époque, M. Schauvliege, Natuurpunt n'a pas compensé les forêts qu'il a défrichées au profit de dunes mouvantes, de landes et d'autres paysages semi-naturels. Natuurpunt a répondu qu'il s'agissait de forêts de plantation monotones, qu'il fallait compenser en interne et qu'il fallait suivre les règles européennes en matière de biodiversité,. Un an plus tard, les médias se sont fait l'écho du changement de gestion qui ne s'est pas déroulé sans heurts,,. En 2019, l'association a reçu la médaille d'or d'honneur du Parlement flamand car elle a « rendu un service durable et démontrable au développement spirituel ou matériel ou au bien-être ou à la prospérité de la Communauté flamande », en l'occurrence concernant « la nature et l'environnement ». 

## Magazines
Natuurpunt publie plusieurs magazines.
- Natuur.blad est le magazine trimestriel que tous les membres reçoivent en plus du magazine des membres du cercle régional Natuurpunt[12].
- Natuur.focus est un magazine trimestriel sur l'étude de la nature et la gestion de la nature en Flandre[13].
- Natuur.oriolus (nl) (une fois Natuur.oriola pour la journée internationale de la femme) est un magazine trimestriel sur les oiseaux[14].
- Zoogdier est un magazine scientifique sur les mammifères[15].